# Sergiu Costin
Sergiu Ioan Viorel Costin (* 21. November 1978 in Bistrița) ist ein rumänischer ehemaliger Fußballspieler; er spielte als Innenverteidiger.

## Karriere
Die Karriere von Costin begann in seiner Heimatstadt Bistrița bei Gloria Bistrița. Im Jahr 1997 kam er in den Kader der ersten Mannschaft, die seinerzeit in der Divizia A spielte. In seiner ersten Spielzeit kam er nur auf sporadische Einsätze, so dass er für die Saison 1998/99 an den Zweitligisten Unirea Dej ausgeliehen wurde, mit dem er am Saisonende absteigen musste. Nach seiner Rückkehr zu Gloria wurde ein erneutes Leihgeschäft vereinbart – diesmal mit dem gerade aus der Divizia A abgestiegenen Olimpia Satu Mare. Hier wurde er zur Stammkraft und konnte sich auch nach seiner Rückkehr diesen Status in Bistrița erkämpfen. Mit seiner Mannschaft konnte er sich in den folgenden Jahren kontinuierlich im vorderen Mittelfeld platzieren und sich stets für den UEFA Intertoto Cup qualifizieren. Die beste Platzierung in dieser Zeit war ein dritter Platz in der Saison 2002/03.
Zu Beginn des Jahres 2006 verließ Costin seine Heimatstadt und schloss sich dem Ligakonkurrenten Oțelul Galați an. Auch bei seinem neuen Klub etablierte er sich als Stammkraft in der Abwehr. Mit Oțelul beendete er die folgenden Spielzeiten im Mittelfeld der Liga 1. Dies änderte sich, als Dorinel Munteanu im Jahr 2009 Cheftrainer wurde. Nach einem fünften Platz 2009/10 gewann er in der Saison 2010/11 mit der Meisterschaft seinen ersten Titel. Im Sommer 2014 kehrte er nach achteinhalb Jahren in Galați nach Bistrița zurück.

## Erfolge
- Rumänischer Meister: 2011